# أوليفر ماكدونالد
أوليفر ماكدونالد (بالإنجليزية: Oliver MacDonald)‏ هو منافس ألعاب قوى أمريكي، ولد في 20 فبراير 1904 في باترسون في الولايات المتحدة، وتوفي في 14 أبريل 1973 في فليمنغتون في الولايات المتحدة.

## وصلات خارجية
- أوليفر ماكدونالد على موقع أوليمبيديا (الإنجليزية)